# Peter Criss
Peter Criss — музичний альбом гурту Kiss і Пітера Крісса. Виданий 18 вересня 1978 року лейблом Casablanca Records. Загальна тривалість композицій становить 34:57. Альбом відносять до напрямку хардрок, поп.

## Список творів

### Сторона перша
1. «I'm Gonna Love You» — 3:18
2. «You Matter to Me» — 3:15
3. «Tossin' and Turnin'» — 3:58
4. «Don't You Let Me Down» — 3:38
5. «That's the Kind of Sugar Papa Likes» — 2:59

### Сторона друга
1. «Easy Thing» — 3:53
2. «Rock Me, Baby» — 2:50
3. «Kiss the Girl Goodbye» — 2:46
4. «Hooked on Rock `N´ Roll» — 3:37
5. «I Can't Stop the Rain» — 4:25

## Учасники
Наступні музиканти працювали над альбомом Peter Criss:
- Пітер Крісс — фронтмен, ударні на першій стороні та у четвертому трекові на другій стороні, перкусія у третьому трекові на другій стороні, бек-вокал;
- Аллан Шварцберг (Allan Schwartzberg) — ударні у першому, другому та п'ятому треках на другій стороні;
- Білл Бодін (Bill Bodine) — бас-гітара на першій стороні та у четвертому трекові на другій стороні;
- Нейл Джейсон (Neil Jason) — бас-гітара у першому, другому та п'ятому треках на другій стороні;
- Арт Мунсон (Art Munson) — гітара на першій стороні та у четвертому трекові на другій стороні;
- Стен Пенрідж (Stan Penridge) — гітара на першій стороні та у четвертому і третьому треках на другій стороні, бек вокал;
- Елліот Ренделл (Elliot Randall) — гітара у «Easy Thing» та «I Can't Stop the Rain»;
- Джон Тропе (John Tropea) — гітара у першому, другому та п'ятому треках на другій стороні;
- Брендан Харкін (Brendan Harkin) — гітара у «Easy Thing»;
- Стів Люказер (Steve Lukather) — соло на гіарі у «That's the Kind of Sugar Papa Likes» та «Hooked on Rock and Roll»;
- Білл Квомо (Bill Cuomo) — клавішні  на першій стороні та у четвертому трекові на другій стороні;
- Richard Gerstein — клавішні у першому, другому та п'ятому треках на другій стороні;
- Дейві Фарагер (Davey Faragher), Томмі Фарагер (Tommy Faragher), Денні Фарагер (Danny Faragher), Джиммі Фарагер (Jimmy Faragher), Максін Діксон (Maxine Dixon), Максін Віллард (Maxine Willard), Джулія Тіллмен (Julia Tillman), Віні Понція (Vini Poncia), Енні Саттон (Annie Sutton), Гордон Гроді (Gordon Grody) — бек-вокали;
- Майкл Карнахан (Michael Carnahan) — саксофонне соло у «Tossin' and Turnin'», баритонний саксофон у «Hooked on Rock 'n' Roll».